# 14 километр (Самарская область)
14 киломе́тр (14 км) — посёлок в Борском районе Самарской области России. Входит в состав сельского поселения Большое Алдаркино. 

## География
Посёлок находится в северо-западной части Бузулукского бора, на расстоянии примерно 21 км (по прямой) к востоку от села Борское, административного центра района.

### Часовой пояс
Посёлок 14 километр, как и вся Самарская область, находится в часовой зоне МСК+1. Смещение применяемого времени относительно UTC составляет +4:00.

## Население
| 2010 |
| ---- |
| 0    |